# 호세 사크리스탄
호세 마리아 사크리스탄 투리에가노(스페인어: José María Sacristán Turiégano, 1937년 9월 27일~)는 스페인의 배우이다.

## 작품 목록

### 영화
- 남자들이 조심해야 할 여덟가지 타입의 여자(1979년)
- 독일로 가자!(2015년)